# Elche de la Sierra
Elche de la Sierra ist ein Ort und eine aus dem Hauptort sowie mehreren Weilern (pedanías) und Einzelgehöften (fincas) bestehende Gemeinde (municipio) mit 3.596 Einwohnern (Stand: 2024) im Südwesten der Provinz Albacete in der autonomen Region Kastilien-La Mancha. Die neben Elche zur Gemeinde gehörenden Ortschaften sind Fuente del Taif, Horno Ciego, Peñarrubia, Peralta, Vicorto, Villares, Derramadero und Puerto del Pino.

## Lage und Klima
Elche de la Sierra liegt inmitten der Berglandschaft der Sierra de Alcaraz ca. 75 km (Fahrtstrecke) südsüdwestlich der Provinzhauptstadt Albacete in einer Höhe von ca. 670 m. Im Winter ist das Klima wegen der Höhenlage durchaus kühl, im Sommer dagegen warm; die geringen Niederschlagsmengen (ca. 430 mm/Jahr) fallen – mit Ausnahme der nahezu regenlosen Sommermonate – verteilt übers ganze Jahr.

## Bevölkerungsentwicklung
| Jahr      | 1970 | 1981 | 1991 | 2001 | 2011 | 2021 |
| Einwohner | 5007 | 3866 | 3746 | 3917 | 3951 | 3557 |

## Sehenswürdigkeiten

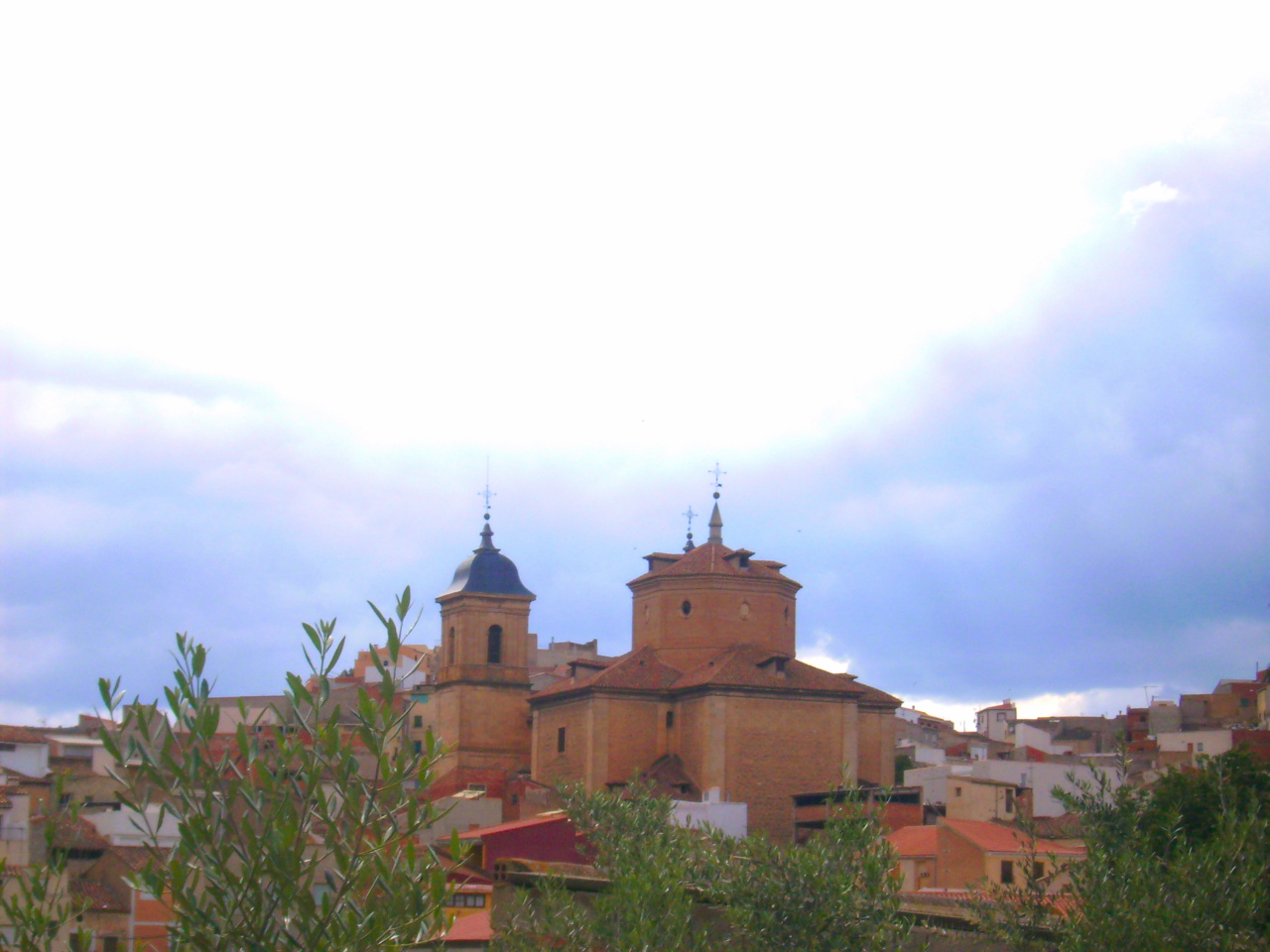
Kirche Santa Quiteria
- Rathaus

- Kirche Santa Quiteria

## Persönlichkeiten
- Juan Belencoso (* 1981), Fußballspieler

## Gemeindepartnerschaft
Mit der spanischen Gemeinde Andratx auf Mallorca besteht eine Partnerschaft.